# Rödnosade råttor
Rödnosade råttor (Bibimys) är ett släkte i familjen hamsterartade gnagare med tre arter som förekommer i Sydamerika.
Med det vetenskapliga släktnamnet hedrade zoologen Elio Massoia sin dotter Bibiana.

## Beskrivning
Dessa gnagare når en kroppslängd mellan 8 och 10 cm, en svanslängd mellan 6 och 8 cm samt en vikt mellan 23 och 34 gram. Pälsen har på ovansidan en kastanjebrun färg och på ryggens mitt finns ofta en längs gående smal svart strimma, undersidan och fötterna är ljusgrå. Huvudet är jämförelsevis robust och som namnet antyder har de en röd nos.
Rödnosade råttor förekommer i savanner och andra gräsmark från centrala Brasilien till nordöstra Argentina. De vistas främst på marken och gräver ibland underjordiska gångar. Individerna är aktiva på natten och livnär sig av gräs och frön.
Vanligen skiljs mellan tre arter men avgränsningen mellan dessa är inte helt klarlagd:
- Bibimys chacoensis lever i nordöstra Argentina.
- Bibimys labiosus är bara känd från centrala Brasilien.
- Bibimys torresi förekommer i östra Argentina.

Som närmaste släktingar antas släktena jättevattenråttor och Scapteromys. IUCN listar B. torresi som nära hotad (Near Threatened) och de andra två som livskraftiga (Least Concern).